# 小行星4141
小行星4141（英語：4141 Nintanlena）是一颗围绕太阳公转的小行星。1978年8月8日，尼古拉·切爾尼赫在克里米亚发现了此天体。
这颗小行星的绝对星等为269.2746453406908等。